# Chamaetylas
Genre
Synonymes
- Alethe Cassin, 1859[2]
- Chamaetylas Beresford, 2003[2]

Chamaetylas est un genre de passereaux de la famille des Muscicapidae. Il regroupe quatre espèces de cossyphes.

## Répartition
Ce genre se trouve à l'état naturel en Afrique subsaharienne.

## Liste alphabétique des espèces
Selon la classification de référence du Congrès ornithologique international (version 8.2, 2018) :
- Chamaetylas choloensis (Sclater, WL, 1927) — Alèthe des montagnes, Alèthe du Cholo, Cossyphe du Cholo
  - Chamaetylas choloensis choloensis (Sclater, WL, 1927)
  - Chamaetylas choloensis namuli (Vincent, 1933)
- Chamaetylas fuelleborni (Reichenow, 1900) — Alèthe à poitrine blanche, Cossyphe à poitrine blanche
- Chamaetylas poliocephala (Bonaparte, 1850) — Alèthe à poitrine brune, Cossyphe à poitrine brune
  - Chamaetylas poliocephala akeleyae (Dearborn, 1909)
  - Chamaetylas poliocephala carruthersi (Ogilvie-Grant, 1906)
  - Chamaetylas poliocephala compsonota (Cassin, 1859)
  - Chamaetylas poliocephala hallae (Traylor, 1961)
  - Chamaetylas poliocephala giloensis (Cunningham-van Someren & Schifter, 1981)
  - Chamaetylas poliocephala kungwensis (Moreau, 1941)
  - Chamaetylas poliocephala poliocephala (Bonaparte, 1850)
  - Chamaetylas poliocephala ufipae (Moreau, 1942)
  - Chamaetylas poliocephala vandeweghei (Prigogine, 1984)
- Chamaetylas poliophrys (Sharpe, 1902) — Alèthe à gorge rouge, Alèthe à gorge rousse, Cossyphe à gorge rousse
  - Chamaetylas poliophrys kaboboensis (Prigogine, 1957)
  - Chamaetylas poliophrys poliophrys (Sharpe, 1902)

## Taxonomie
Ce genre était dénommé Pseudalethe jusqu'à que ce qu'il soit renommé par la classification de référence du Congrès ornithologique international (version 8.1, 2018).